# Fabronia nivalis
Fabronia nivalis är en bladmossart som beskrevs av Montagne 1838. Fabronia nivalis ingår i släktet Fabronia och familjen Fabroniaceae. Inga underarter finns listade i Catalogue of Life.